# Sam Savage
Pour les articles homonymes, voir Savage.
Samuel Phillips Savage (dit Sam Savage) est un écrivain américain né le 9 novembre 1940 (Camden, Caroline du Sud) et mort le 17 janvier 2019.

## Biographie
Le père de Samuel, Henry Savage Jr., avocat de profession, était aussi auteur, il publie plusieurs œuvres sur l'Histoire et l'histoire naturelle.
Sam Savage obtient son premier diplôme à Yale, où il continue des études en philosophie, ainsi qu'à l'université d'Heidelberg, en Allemagne. Il reçoit un Phd (doctorat) à l'université Yale après avoir soutenu une thèse sur la pensée politique de Thomas Hobbes. Il enseigne aussi dans cette université, selon ses mots « brièvement et malheureusement ». 
Avant de postuler à Yale, il est éditeur de poésie à Reflections, un petit magazine littéraire publié à Chapel Hill, en Caroline du Nord, au début des années 1960. Il prend aussi fait et cause pour le Mouvement des droits civiques (Civil Rights Movement). Après Yale, Sam Savage passe plusieurs années en France. Il retourne en Caroline du Sud en 1980, s'installant dans un petit village de la côte, McClellanville. En 2004 il déménage à Madison, Wisconsin, où il s’installe. Avant de devenir écrivain, il travaille comme réparateur de bicyclette, charpentier, pêcheur de crabes, et imprimeur.
Il est marié à Nora Manheim, fille du célèbre traducteur Ralph Manheim. Ils ont deux enfants. Sam Savage a aussi un fils de son précédent mariage.

## Œuvres
Il est l'auteur de trois romans.
Le premier est un roman en vers publié en 2005 : The Criminal Life of Effie O. Il en parle comme d'un « livre d'enfant pour adultes ». Livre non traduit en français.
En 2006, Coffee House Press publie Firmin : autobiographie d'un grignoteur de livres (Firmin : Adventures of a Metropolitan Lowlife), une histoire à l'humour noir à propos d'un rat vivant dans une librairie durant des temps difficiles à Boston (Massachusetts). En 2007, la maison d'édition espagnole Seix Barral achète tous les droits de Firmin, incluant la version originale en anglais. Le roman devient ensuite un best-seller en Europe et est traduit dans plus de douze langues.
La Complainte du Paresseux (The Cry of the Sloth, publié en 2009), est un roman tragi-comique qui raconte la descente d'un homme de lettres déchu. Le roman est constitué de tous les mots que le protagoniste écrit sur une période de quatre mois, ceci incluant des lettres, des brouillons de romans, des publicités dans la presse, et des listes de courses.